# 迷鼻彩蝇属
迷鼻彩蝇属（学名：Arrhinidia）为丽蝇科的一个属。

## 下属物种
本属包括以下物种：
- 迷鼻彩蝇 Arrhinidia aberrans (Schiner, 1868)